# Štoviček
Štoviček je priimek več znanih Slovencev:
- Jane Štoviček, filmski igralec?
- Jendo Štoviček (1947—2017), fotograf
- Vladimir Štoviček (Stoviček) (1896—1989), kipar in medaljer
- Vladimira (Vladka) Štoviček - "Vlastov" (1934—2012), kiparka
- Majda Štoviček Štirn - Baby (1934—2024), novinarka